# 1-ша бригада УСС
1-ша бригада УСС — військове формування у складі 2-го корпусу УГА.
Створена на базі Легіону Українських Січових стрільців. 

## Бойовий шлях
Основні бої: 
- Вовчухівська операція (Вовчухи, 16 лютого, 7 березня)
- Чортківська офензива (Ласківці — Вербовець, 15 червня; Бережани — 20 червня; Дунаїв — 23 червня)
- залога Кам'янця-Подільського (до 17 серпня)
- Христинівка — Умань (10-15 вересня)
- Ладижин (15 жовтня 1919 р.)

## Структура
До складу входили:
- 1-й полк УСС (сотник Зенон Носковський)
  - І курінь (сотник М. Чичкевич, поручник О. Іванович, сотник М. Староселець)
  - ІІ курінь (сотник Б. Білинкевич, поручник М. Драгомирецький, поручник Юліан Гоїв)
  - III курінь (поручник С. Іваницький)
- кінна сотня (поручник Лепкий Лев)
- 1-й гарматний полк (отаман Воєвідка Ярослав)
- скорострільний вишкіл (поручник Квас Осип)
- піонірна сотня (поручник Котлярчук Н.)
- технічна сотня (поручник Клим В.)
- вишкіл (сотник Краснопера В.)
- запасний[1] Кіш УСС (отаман Дудинський Роман, сотник Гарасимів В.)
- польова лічниця (сотник Володимир Свідерський)

Тимчасово під час Чортківської офензиви був створений додатковий полк:
- 2-й полк УСС
  - І курінь (поручник І. Яремич)
  - ІІ курінь (поручник І. Воробець)

Після переходу за Збруч з них було створено Пробоєвий курінь УСС (поручник І. Яремич).

## Командування
Командант — отаман Осип Букшований, начальник штабу — сотник Остап Луцький. 